# Șandra
Șandra (in ungherese Sándorháza, in tedesco Alexanderhausen o Schandern, in dialetto svevo del Banato Schanderhaas) è un comune della Romania di 2 849 abitanti, ubicato nel distretto di Timiș, nella regione storica del Banato. 
Il comune è formato dall'unione di 2 villaggi: Șandra e Uihei.
Șandra è divenuto comune autonomo nel 2004, staccandosi dal comune di Biled.